# ジェラード・シュワルツ
ジェラード・シュワルツ（英語: Gerard Schwarz, 1947年8月19日 - ）は、アメリカ合衆国の指揮者・トランペット奏者。「ジェラード・シュウォーツ」と日本語表記されることもある 。

## 経歴
ニュージャージー州出身。両親はオーストリア人。ジュリアード音楽院を卒業後から1977年までニューヨーク・フィルハーモニック、アメリカン・ブラス・クインテットなどでトランペット奏者として活動、トランペット協奏曲集など数枚の録音を残している。その間、1966年から指揮活動も始める。
1977年から2001年までニューヨーク室内交響楽団音楽監督、1978年から1985年までロサンゼルス室内管弦楽団音楽監督、1982年から2001年までニューヨーク州のモストリー・モーツァルト・フェスティバルの音楽監督、1985年から2011年までシアトル交響楽団音楽監督、2001年から2006年までロイヤル・リヴァプール・フィルハーモニー管弦楽団音楽監督を務める。
シュワルツは新旧のアメリカ音楽の擁護者であり、シアトル交響楽団とデロス・レーベルに制作した数多くのアメリカ音楽を含む録音は、ほぼ100点に上る。ロイヤル・リヴァプール・フィルハーモニー管弦楽団とはマーラーの交響曲全集やリヒャルト・シュトラウスの交響詩を録音した。